# Arnold Schmidt-Niechciol
Arnold Schmidt-Niechciol (* 11. Januar 1893 in Klein-Schmograu bei Breslau; † 16. Juni 1960 in Nordholz) war ein deutscher Maler.

## Werke (Auswahl)

### 1937 als "entartet" von den Nazis aus öffentlichen Sammlungen nachweislich beschlagnahmte Werke
- Stilleben mit Blumen, Flasche und Schüssel (Aquarell; Kunstsammlungen der Stadt Düsseldorf; zerstört)
- Frauenbildnis (Zeichnung, Tuschpinsel; Kunstsammlungen der Stadt Düsseldorf; zerstört)
- Liebespaar (Holzschnitt; 30,2 × 20,5 cm, 1920; Städelsches Kunstinstitut und Städtische Galerie Frankfurt am Main; zerstört)
- Tomatenteller (Aquarell; Landesmuseum Münster; 1940 zur „Verwertung“ auf dem Kunstmarkt an den Kunsthändler Bernhard A. Böhmer. Verbleib ungeklärt)
- Junges Paar (Tafelbild, 80 × 70 cm, 1921; Ruhmeshalle Wuppertal-Barmen; zerstört)[1]

### Weitere Werke (Auswahl)
- Hillmanns Hotel bei Nacht. Öl auf Leinwand, 1938
- Stilleben mit Blumen und Fächer Öl auf Leinwand, o. J.
- Zwei weibliche Akte. Tuschfeder, 1918 (Kunsthalle Bremen)
- Prophet. Tusche, aquarelliert, o. J. (Museum der bildenden Künste Leipzig)
- (ohne Titel) (Mädchenkopf). Lithographie, aquarelliert, 1920
- Kirche und Boote am Meer (Südfrankreich). Oil on Board, 1927

## Einzelausstellungen
- 1999: Der Bremer Maler Arnold Schmidt-Niechciol (Paula Modersohn-Becker Museum, Bremen)